# Tjøme
Tjøme és un antic municipi situat al comtat de Vestfold, Noruega. Té 4.971 habitants (2016) i la seva superfície és de 39,4 km². El centre administratiu del municipi és el poble homònim.